# Viadotto ferroviario di Desenzano
Il viadotto di Desenzano  è un viadotto ferroviario in calcestruzzo armato, a portali incernierati su piedritti in pietrame e mattoni, e si trova sulla linea Milano–Venezia. Venne irrimediabilmente lesionato durante la seconda guerra mondiale e fu ricostruito tra il 1946 e il 1947

## Tecnica e struttura
Progettato dall'ing. Luigi Negrelli a partire dal 1850, quando venne deciso di far passare il tronco Verona-Brescia vicino alle rive del Lago di Garda, il viadotto di Desenzano era necessario per poter attraversare le colline moreniche e congiungere il tratto proveniente da Peschiera del Garda con l'abitato di Lonato. 

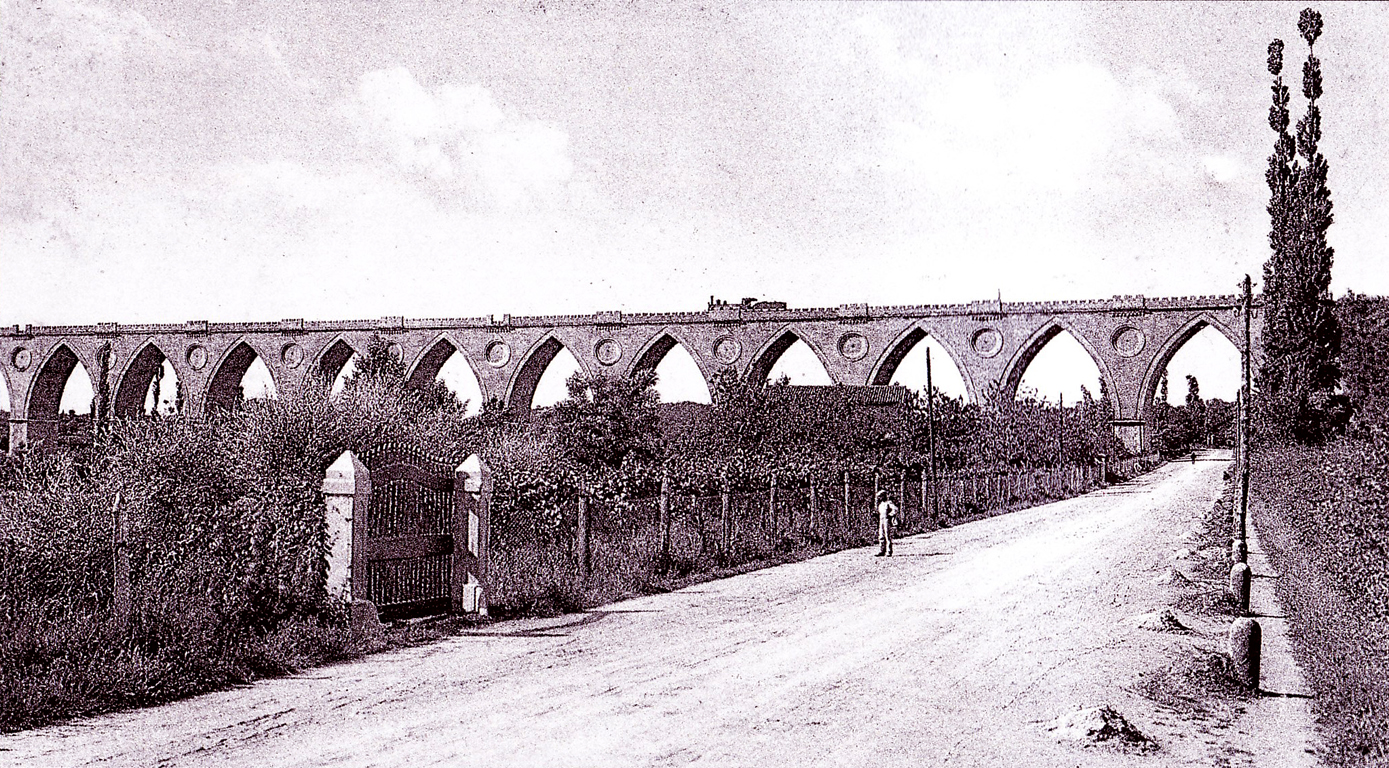
Il viadotto di Desenzano come si presentava agli inizi del 900

Il percorso scelto necessitava di attraversare, ad una quota di circa 30 metri dal piano campagna, la valle del Rio Freddo, tra i territori di Desenzano e Lonato, per un tratto lungo cinquecento metri.
L'imponente viadotto si ergeva a monte dell'abitato di Desenzano tra campi coltivati, rii e fossati che scorrevano tra le sue arcate. Lungo 427 metri, alto mediamente da 29 fino a 33 metri, il manufatto era composto da 17 arcate a sesto acuto di metri 17,30 poggianti su 16 pile dello spessore di 4,50 metri, quasi a rievocare forme di cattedrali gotiche, che però sembravano poco funzionali alla grandezza della struttura, anche se permettevano di conservare una visuale aperta verso il lago per chi proveniva da Lonato.
Costruito utilizzando pietra di Verona, qualche porzione di marmo di Rezzato, pietrame, cotto e anche il neonato cemento idraulico che si sarebbe chiamato Portland. Tiranti in ferro vennero affogati nelle strutture per sopperire alle spinte divaricanti..
Durante la seconda guerra mondiale il viadotto venne gravemente danneggiato dai bombardamenti alleati del 15 Luglio 1944 e dalla successiva ritirata dei tedeschi. 
Nel dopoguerra, furono demolite tutte le arcate superstiti e ricostruite in calcestruzzo armato. Della struttura originale furono mantenuti solo i piedritti, le spalle e i muri d'ala, visibili ancora oggi nei materiali originali. Sono stati mantenuti inalterati il numero di portali, l'altezza e la luce.

## Storia
Il viadotto fu inaugurato nel 1854 quando venne aperto l'intero tronco tra Brescia e Verona, insieme al Ponte ferroviario di Peschiera del Garda e alle stazioni di Desenzano del Garda-Sirmione, Pozzolengo, Peschiera e Brescia.
Costato oltre due milioni di lire austriache, fin dalla costruzione presentò alcuni problemi di stabilità, tanto che furono necessari lavori per puntellare e ripuntellare e apporre appendici. Fu così che per parecchi anni dopo l'inaugurazione, per sicurezza, furono lasciate in opera le impalcature in legno servite per la costruzione.
Scampato indenne alle guerre Risorgimentali e alla prima guerra mondiale, arrivò tuttavia malconcio alla fine degli anni 30, dove vistose crepe e qualche cedimento costrinsero a ridurre a soli 30 chilometri orari la velocità dei convogli.
Nel luglio 1943 gli alleati misero tra gli obiettivi strategici il grande viadotto di Desenzano. Alle 8.05 del 15 luglio 1944 la Twelfth Air Force sganciò  72 bombe in sei diverse ondate Archiviato il 27 agosto 2017 in Internet Archive. che provocarono il danneggiamento delle arcate n.4 e n.5 oltre che la morte di otto persone e il ferimento di altre ventidue.
Successivamente i tedeschi in ritirata, misero una vaporiera con due o tre vagoni sulle prime arcate rimaste intatte sul lato della stazione e fecero saltare tutto.
Finita la guerra, nel 1946 si pensò alla ricostruzione e al ripristino della linea ferroviaria. In un solo anno il viadotto venne demolito e ricostruito in calcestruzzo armato per poi essere inaugurato nel 1947.